# Reloj falso

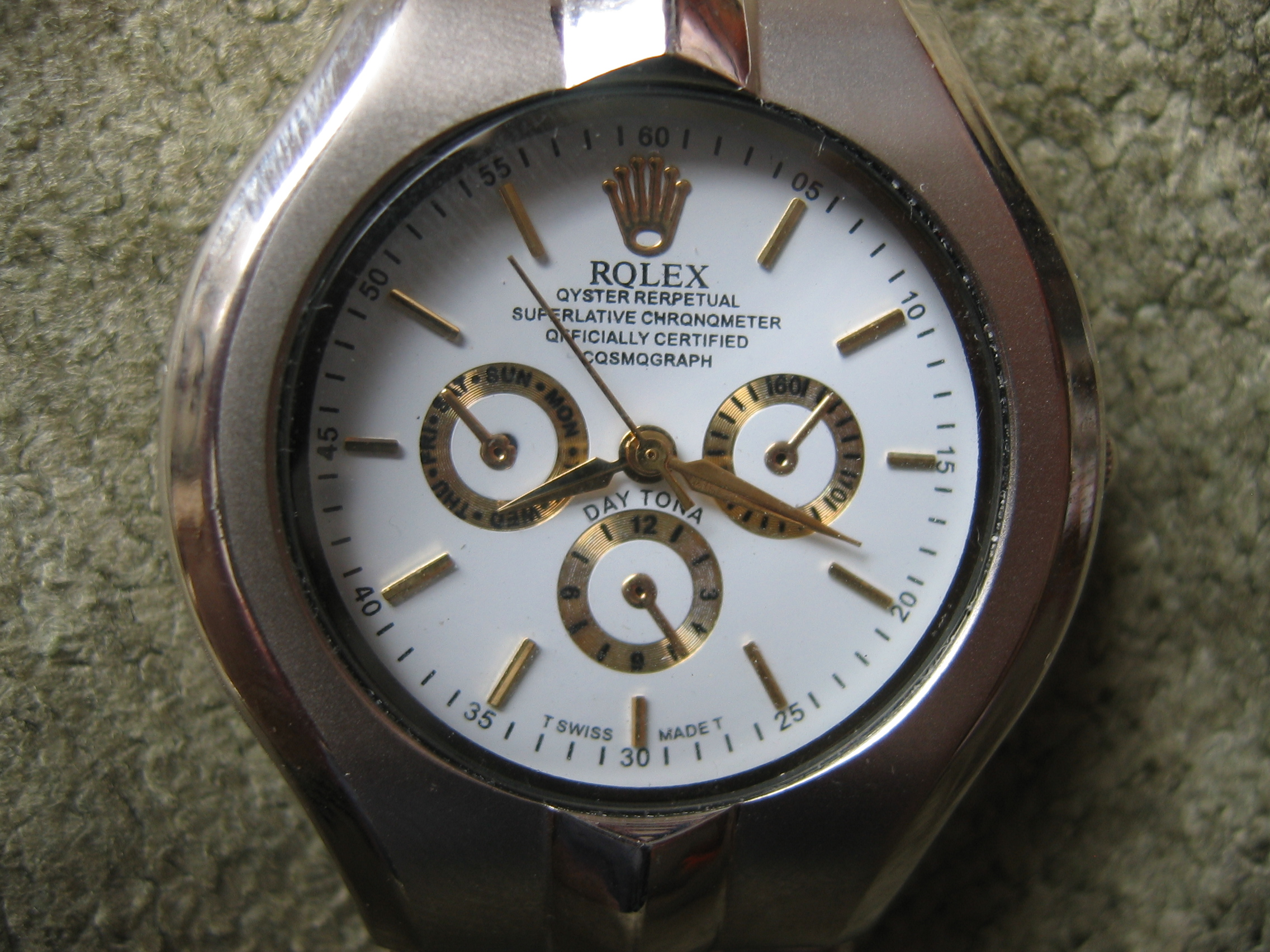
Ejemplo de un reloj falsificado, un Rolex Daytona falso comprado en las calles de la ciudad de Nueva York

Un reloj falso (también reloj falsificado o réplica de reloj) es una copia no autorizada de un reloj auténtico. Los relojes de lujo de alta gama como Rolex, Patek Philippe & Co. y Richard Mille se falsifican con frecuencia y se venden en las calles de muchas ciudades y a través de internet. Con los avances tecnológicos, muchos relojes de cuarzo que no son de lujo y son económicos también se falsifican con frecuencia.
Según las estimaciones del Servicio de Aduanas de Suiza, cada año se ponen en circulación entre 30 y 40 millones de relojes falsificados. Por ejemplo, el número y el valor de las incautaciones de aduanas aumentaron de 400.000 francos suizos y 18 incautaciones en 1995 a CHF 10.300.000 y 572 incautaciones en 2005. Según una estimación de la Federación de Relojes Suizos de 2012, las ventas de relojes suizos falsificados generaron 1.000 millones de dólares en ventas al año.

## Historia
La falsificación de relojes se convirtió en un problema grave ya en el siglo XVIII, cuando Gran Bretaña llegó a rivalizar con Francia como principal productor de relojes de calidad. A mediados de siglo, los relojeros de Augsburgo (Alemania) y de varias pequeñas ciudades de la Suiza francófona producían relojes firmados falsamente con los nombres de conocidos fabricantes ingleses como George Graham y Eardley Norton. Otras falsificaciones, menos obvias, llevaban nombres imaginarios con un sonido vagamente inglés, como "Samson" o "Simpton". En el siglo siguiente, Breguet se convirtió en un objetivo frecuente para los falsificadores. Al mismo tiempo, los fabricantes británicos siguieron sufriendo, y muchas falsificaciones llevaban el nombre "M. J. Tobias", un nombre que inducía a confusión con un fabricante londinense llamado Michael Isaac Tobias. En la década de 1860, cuando la industria relojera estadounidense estaba ganando fuerza, la industria suiza fue responsable de muchas imitaciones de relojes Waltham. Estos, a diferencia de la mayoría de las falsificaciones anteriores, a menudo imitaban la apariencia del artículo genuino con bastante exactitud, además de tomar prestados los nombres. Esta práctica desapareció a principios de la década de 1870, ya que los suizos no podían competir, por lo que cedieron el campo del mercado masivo a las empresas estadounidenses y se centraron en las marca de alta gama como símbolo de estatus social.

## Infractores modernos
Los relojes de réplica se venden con frecuencia en puestos callejeros en distritos turísticos o en sitios web de Internet (principalmente asiáticos). Por ejemplo, ha habido un "mercado abierto" para relojes falsificados en Canal Street en Manhattan (Nueva York) durante más de 20 años. Durante las décadas de 1980 y 1990, David Thai, el líder de la infame banda Born to Kill, era bien conocido por haber dirigido una operación de relojes falsificados en Canal Street en la que pudo obtener al menos 13 millones de dólares solo en 1988 gracias a las ventas de relojes Rolex falsificados.
El correo electrónico no deseado era un medio muy utilizado para anunciar réplicas de relojes a clientes potenciales, aunque los proveedores de correo electrónico han tomado medidas enérgicas en los últimos años. Anteriormente se sabía que el sitio web de subastas eBay tenía muchos anuncios de relojes falsos. Los motores de búsqueda se han visto cada vez más presionados para eliminar los resultados de búsqueda de sitios web que venden falsificaciones. Además, muchas marcas caras no  se venden en línea y dan instrucciones a los clientes para que solo compren relojes de minoristas autorizados.
La aduana suiza estima que el 40 % de los relojes falsificados provienen de la República Popular China, pero las falsificaciones se producen en otros lugares, incluso en los propios Estados Unidos. Las cifras de la UE muestran que al menos el 54 % de las falsificaciones incautadas en 2004 tenían su origen en China. El servicio de aduanas suizo está obligado a confiscar y destruir dichos productos para evitar su reventa. Si bien hay algunas excepciones, las joyas falsificadas se confiscan en todos los casos.

## Tipos de falsificaciones
Infracciones de marca registrada: infracción de las marcas registradas, sellos, símbolos y cualquier otro signo distintivo de una marca de relojes, con o sin infracción total de la imagen comercial o del diseño. Esto se extiende a otras indicaciones o marcas falsas que infrinjan cualquier ley o acuerdo oficial. Los ejemplos típicos señalados incluirían "Hecho en Suiza", "Resistente al agua", "Resistente a los golpes", metal precioso falso o cualquier otra indicación de un "metal noble".
Infracciones de imagen comercial o diseño: el segundo grupo incluye relojes falsificados diseñados para parecerse al original (una infracción de diseño registrado). Algunos relojes falsificados de alto precio se producen a partir de materiales de calidad inferior y tienen piezas doradas y correas de cuero.
Debe tenerse en cuenta que los diseños son extremadamente difíciles de registrar por derechos de autor, y por lo tanto, es legal que los fabricantes de relojes utilicen libremente los diseños de sus competidores. Sin embargo, todas las marcas han registrado su nombre y símbolos de marca. Los relojes Rolex a menudo han sido más susceptibles a la falsificación en comparación con otros relojes de lujo, debido a que su marca disfruta de la mayor presencia mundial y es patente la ubicuidad de sus marcas comerciales de diseño (por ejemplo, el modelo Rolex Submariner ha inspirado muchas imitaciones de relojeros legítimos tanto de gama alta como de gama baja). Los relojes Rolex falsificados suelen venderse al por menor a un precio que va desde los 5 dólares hasta los 1.000 dólares, precio este último para réplicas de alta gama con partes fabricadas con oro macizo (aunque la mayoría de las falsificaciones de Rolex de oro utilizan simples piezas doradas). Estos relojes se conocen con varios apodos como "Fauxlex".

## Características de las falsificaciones

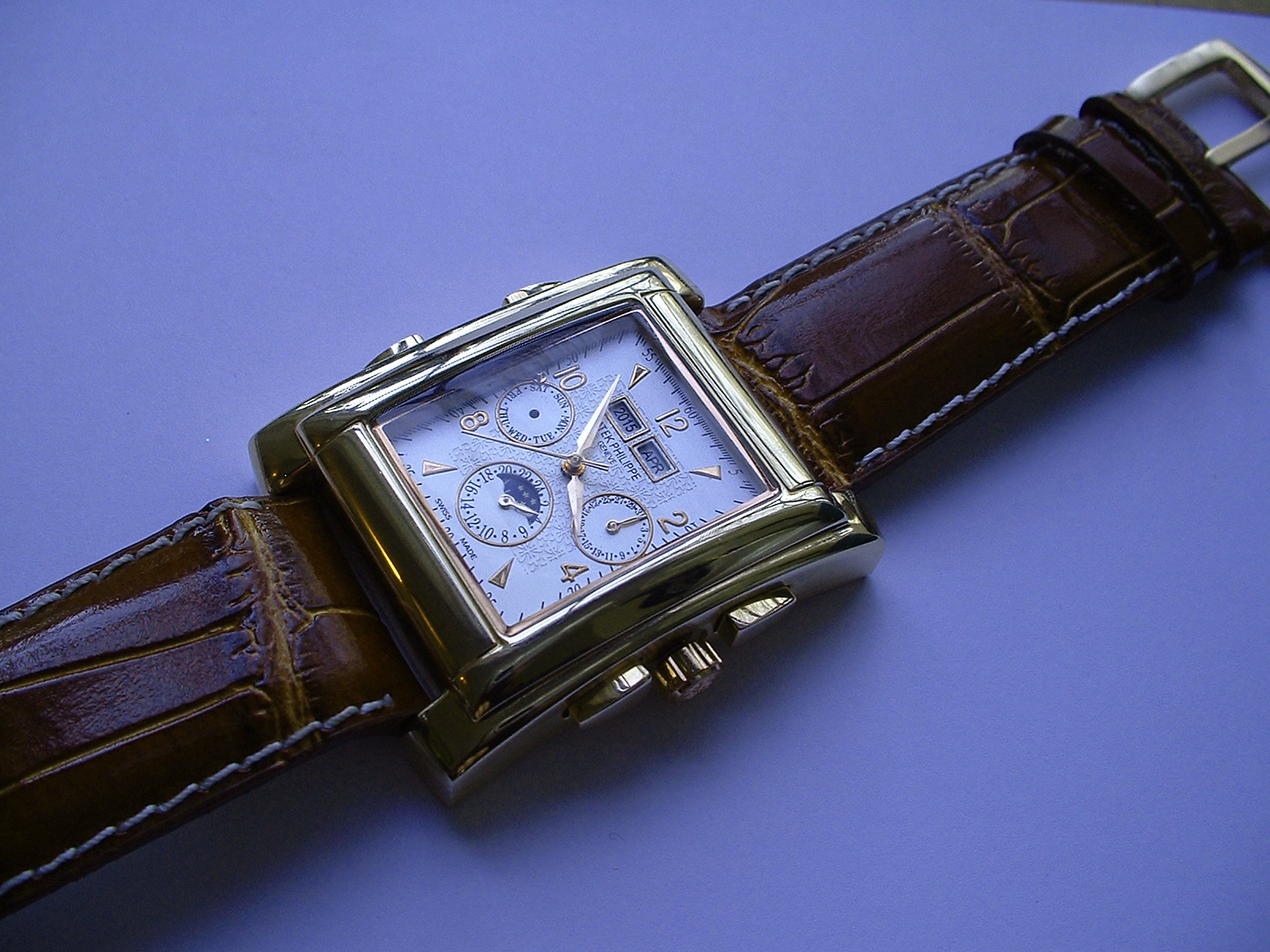
Un reloj Patek Philippe & Co. falsificado. La manecilla de la subesfera izquierda se ha caído

El mito dice que un reloj auténtico se puede distinguir de uno falso por el movimiento fluido del barrido del segundero. Esto se debe a que muchos relojes falsificados utilizan movimientos de cuarzo de cristal económicos que producen el inicio/parada una vez por segundo. Si se observa de cerca, se verá que incluso un movimiento Rolex auténtico no tiene un barrido perfectamente suave, sino que en realidad tiene ocho movimientos por segundo (o 28.800 por hora) en algunos modelos o alrededor de 21.000 vibraciones por hora en otros modelos. Los únicos relojes mecánicos que tienen un segundero que se mueve por la esfera en un barrido verdaderamente ininterrumpido son los relojes Seiko Spring Drive. No obstante, algunas de las falsificaciones tienen movimientos automáticos (genuinos o de imitación), y Rolex ha producido algunos modelos con movimiento de cuarzo, como el OysterQuartz, que produce los distintivos "tictac" del movimiento de cuarzo.

### Sellos distintivos
Según el Servicio de Aduanas suizo, los relojes falsificados pueden fabricarse de tal manera que se requiera un equipo especial para confirmar su autenticidad. Anteriormente, los relojes de imitación se distinguían por "una impresión descuidada, un metal blando y movimientos de cuarzo baratos que hacían que el segundero hiciera ruido al moverse por la esfera", mientras que las imitaciones recientes "parecen hechos con buenos materiales, marcan la hora correctamente y tienen la pátina de la alta calidad. Algunas son tan convincentes que la única forma de saber que son falsas es quitándoles la parte trasera".
Un precio elevado no es garantía de autenticidad. Las indicaciones de finura no necesariamente indican autenticidad. Los relojes con contraste pueden ser falsificados y pueden inducir a un comprador a creer que una pieza está hecha de oro auténtico cuando tal vez solo esté hecha de un metal barato bañado en oro.

### Relojes "Frankestein"
Las réplicas de alta calidad a veces son modificadas por coleccionistas y horólogos aficionados con piezas genuinas, como movimientos, esferas, manecillas y brazaletes, y se conocen en inglés como "frankenwatches".
De hecho, es posible que un reloj de este tipo esté hecho completamente con piezas genuinas. eBay y otros sitios web de Internet han proporcionado los medios para comprar o vender estas piezas, que originalmente se suponía que eran piezas de repuesto para reparación en el mercado de accesorios. Algunos han adaptado una esfera de edición limitada poco común a una versión menor/común de la misma línea de relojes y, a menudo, se desmonta un reloj de acero inoxidable original para colocar su esfera y movimiento en una caja de oro macizo del mercado de accesorios. Estas falsificaciones son difíciles de rastrear, ya que los números de serie del fabricante del reloj están grabados solo en la caja del reloj.

### Relojes digitales falsificados
Muchos relojes digitales de bajo precio también han sido falsificados de manera similar a los relojes de lujo. Se distinguen principalmente por su calidad de construcción inferior a la del original y son significativamente menos precisos. Ejemplos de relojes digitales comúnmente falsificados son los populares modelos de relojes Casio, como el F-91W y varios modelos G-Shock.

## Reloj homenaje
Un reloj homenaje se distingue de las falsificaciones, ya que es un reloj totalmente legal que imita las características de diseño de un reloj conocido sin infringir directamente su propiedad intelectual. Se trata de relojes diseñados para ser lo más similares posible a los relojes icónicos y, por lo general, de alta calidad, evitando el uso de nombres de marca registrada, logotipos o movimientos. Los homenajes generalmente se comercializan como una alternativa más asequible a un reloj de alta gama equivalente de diseño similar, aunque también se han producido homenajes referentes a relojes de gama baja. La mayoría de los fabricantes de relojes ofrecen modelos homenaje de diferentes precios y diseños, y muchas marcas de lujo producen relojes inspirados en los diseños de la competencia.